# Alphonse Constantin
Alphonse Constantin (1949. május 17. –) belga nemzetközi labdarúgó-játékvezető. Polgári foglalkozása mérnök, marketing menedzser.

## Pályafutása

### Nemzeti játékvezetés
Játékvezetői vizsgáját követően lakókörzetének Labdarúgó-szövetség által üzemeltetett labdarúgó bajnokságokban kezdte sportszolgálatát[forrás?]. A Belga labdarúgó-szövetség Játékvezető Bizottságának (JB) minősítésével a Tweede Klasse, majd aJupiler League játékvezetője. Küldési gyakorlat szerint rendszeres partbírói szolgálatot is végzett. A nemzeti játékvezetéstől 1993-ban visszavonult. Jupiler League mérkőzéseinek száma: 111.

#### Nemzeti kupamérkőzések
Vezetett kupadöntők száma: 1.

##### Belga labdarúgókupa
| Időpont         | Helyszín                                  | Mérkőzés típusa | Mérkőzés                          | Eredmény | Nézők száma |
| --------------- | ----------------------------------------- | --------------- | --------------------------------- | -------- | ----------- |
| 1986. május 3.  | Olimpiai Stadion, Brugge                  | döntő           | Club Brugge KV–KSV Cercle Brugge  | 3 – 0    | 28 000      |
| 1992. június 7. | Olimpiai Stadion, Brugge                  | döntő           | Royal Antwerp FC–KV Mechelen      | 2 – 2    | 20 000      |
| 1993. június 6. | Constant Vanden Stock Stadion, Anderlecht | döntő           | Standard de Liège–R. Charleroi SC | 2 – 0    |             |

### Nemzetközi játékvezetés
A Belga labdarúgó-szövetség JB terjesztette fel nemzetközi játékvezetőnek, a Nemzetközi Labdarúgó-szövetség (FIFA) 1988-tól tartotta nyilván bírói keretében. A FIFA JB központi nyelvei közül a franciát és a németet beszéli. Több nemzetek közötti válogatott, valamint Kupagyőztesek Európa-kupája, UEFA-kupa és Bajnokcsapatok Európa-kupája klubmérkőzést vezetett, vagy működő társának partbíróként segített. A belga nemzetközi játékvezetők rangsorában, a világbajnokság-Európa-bajnokság sorrendjében többedmagával a 12. helyet foglalja el 5 találkozó szolgálatával. A  nemzetközi játékvezetéstől 1993-ban búcsúzott. Válogatott mérkőzéseinek száma: 16.

#### Labdarúgó-világbajnokság
Az 1990-es labdarúgó-világbajnokságon és az 1994-es labdarúgó-világbajnokságon a FIFA JB bíróként alkalmazta.

##### 1990-es labdarúgó-világbajnokság
| Időpont         | Helyszín                 | Mérkőzés típusa           | Mérkőzés     | Eredmény | Nézők száma |
| --------------- | ------------------------ | ------------------------- | ------------ | -------- | ----------- |
| 1989. május 20. | Központi Stadion, Lipcse | előselejtező (3. csoport) | NDK–Ausztria | 1 – 1    | 22 000      |

##### 1994-es labdarúgó-világbajnokság
| Időpont            | Helyszín                               | Mérkőzés típusa           | Mérkőzés               | Eredmény | Nézők száma |
| ------------------ | -------------------------------------- | ------------------------- | ---------------------- | -------- | ----------- |
| 1992. november 18. | Ramón Sánchez Pizjuán Stadion, Sevilla | előselejtező (3. csoport) | Spanyolország–Írország | 0 – 0    | 50 000      |

#### Labdarúgó-Európa-bajnokság
Az 1988-as labdarúgó-Európa-bajnokságon és az 1992-es labdarúgó-Európa-bajnokságon az UEFA JB játékvezetőként foglalkoztatta.

##### 1988-as labdarúgó-Európa-bajnokság
| Időpont           | Helyszín                | Mérkőzés típusa           | Mérkőzés              | Eredmény | Nézők száma |
| ----------------- | ----------------------- | ------------------------- | --------------------- | -------- | ----------- |
| 1986. október 15. | Wembley Stadion, London | előselejtező (4. csoport) | Anglia–Észak-Írország | 3 – 0    | 35 300      |

##### 1992-es labdarúgó-Európa-bajnokság
| Időpont            | Helyszín                           | Mérkőzés típusa           | Mérkőzés                             | Eredmény | Nézők száma |
| ------------------ | ---------------------------------- | ------------------------- | ------------------------------------ | -------- | ----------- |
| 1990. december 19. | Benito Villamarín Stadion, Sevilla | előselejtező (1. csoport) | Spanyol labdarúgó-válogatott–Albánia | 9 – 0    | 12 625      |
| 1991. november 20. | Luz Stadion, Lisszabon             | előselejtező (6. csoport) | Portugália–Görögország               | 1 – 0    | 25 000      |

#### Nemzetközi kupamérkőzések

##### UEFA-kupa
| Időpont          | Helyszín          | Mérkőzés típusa         | Mérkőzés                      | Eredmény |
| ---------------- | ----------------- | ----------------------- | ----------------------------- | -------- |
| 1984. október 3. | ETO Stadion, Győr | előselejtező (első kör) | Rába ETO–Manchester United FC | 2 – 2    |

## Sportvezetőként
2000. február 23-tól 2003. januárig a Standard de Liège vezérigazgatója.

## Szakmai sikerek
Kettő alkalommal (1992; 1993) a Belga Labdarúgó-szövetség JB az Év Játékvezetője címmel ismerte el felkészültségét.